# Hockey Bassano 2015-2016
Questa voce raccoglie le informazioni riguardanti l'Hockey Bassano nelle competizioni ufficiali della stagione 2015-2016.

## Maglie e sponsor
Lo sponsor ufficiale per la stagione 2015-2016 è la SIND.
| 1ª divisa | 2ª divisa |

## Organico

### Giocatori
| N° | Naz.                  | Ruolo | Sportivo           |  |  |  |
| -- | --------------------- | ----- | ------------------ |  |  |  |
| 2  | Italia (bandiera)     | D     | Diego Nicoletti    |  |  |  |
| 3  | Italia (bandiera)     | D     | Andrea Bolcato     |  |  |  |
| 4  | Italia (bandiera)     | D     | Alessandro Toniolo |  |  |  |
| 6  | Argentina (bandiera)  | A     | Darío Giménez      |  |  |  |
| 7  | Italia (bandiera)     | D     | Giovanni Zen       |  |  |  |
| 8  | Italia (bandiera)     | A     | Massimo Tataranni  |  |  |  |
| 9  | Italia (bandiera)     | A     | Filippo Dal Monte  |  |  |  |
| 10 | Italia (bandiera)     | P     | Bruno Sgaria       |  |  |  |
| 18 | Italia (bandiera)     | P     | Mauro Dal Monte    |  |  |  |
| 33 | Portogallo (bandiera) | D     | Sérgio Silva       |  |  |  |
| 54 | Italia (bandiera)     | D     | Samuel Amato       |  |  |  |
| 84 | Argentina (bandiera)  | A     | Emanuel García     |  |  |  |

### Staff
- Allenatore:  Enrico Bernardini (1ª-2ª),  Pino Marzella (3ª-26ª)